# Tipula (Microtipula) luctifica
Tipula (Microtipula) luctifica is een tweevleugelige uit de familie langpootmuggen (Tipulidae). De soort komt voor in het Neotropisch gebied.